# São Bento (Porto de Mós)
São Bento é uma povoação portuguesa sede da Freguesia de São Bento do Município de Porto de Mós, freguesia com 39,70 km² de área e 751 habitantes (censo de 2021), tendo, por isso, uma densidade populacional de 18,9 hab./km².

## Geografia

### Localização
A freguesia de São Bento é delimitada pelas freguesias de Alcaria e Alvados, Arrimal e Mendiga e Serro Ventoso. Confina, ainda, com as freguesias de Malhou, Louriceira e Espinheiro, Monsanto e Serra de Santo António, pertencentes ao município vizinho de Alcanena.

## História
A freguesia de São Bento foi criada pelo decreto-lei nº 22.602, de 31/05/1933, com lugares das freguesias de Alvados e Serro Ventoso.

## Demografia
A população registada nos censos foi:
| Distribuição da População por Grupos Etários | Distribuição da População por Grupos Etários | Distribuição da População por Grupos Etários | Distribuição da População por Grupos Etários | Distribuição da População por Grupos Etários |
| -------------------------------------------- | -------------------------------------------- | -------------------------------------------- | -------------------------------------------- | -------------------------------------------- |
| Ano                                          | 0-14 Anos                                    | 15-24 Anos                                   | 25-64 Anos                                   | > 65 Anos                                    |
| 2001                                         | 131                                          | 142                                          | 439                                          | 241                                          |
| 2011                                         | 105                                          | 79                                           | 419                                          | 232                                          |
| 2021                                         | 90                                           | 69                                           | 354                                          | 238                                          |